# Stokowiec (Suchedniów)
Stokowiec – dzielnica w północnej części miasta Suchedniowa w woj. świętokrzyskim, w powiecie skarżyskim. Rozpościera się wzdłuż ulicy Stokowiec w kierunku na Skarżysko-Kamienną. Wzdłuż Stokowca przebiega linia kolejowa nr 8, z przystankiem kolejowym Suchedniów Północny. Do końca 1955 roku samodzielna wieś.

## Historia
Stokowiec w latach 1867–1954 należał do gminy Suchedniów w powiecie kieleckim w guberni kieleckiej. W II RP przynależał do woj. kieleckiego, gdzie 2 listopada 1933 wraz z wsią Konstantynów utworzył gromadę o nazwie Stokowiec w gminie Suchedniów.
Podczas II wojny światowej włączony do Generalnego Gubernatorstwa, nadal jako gromada w gminie Suchedniów, licząca 910 mieszkańców. Po wojnie w województwa kieleckim, jako jedna z 20 gromad gminy Suchedniów.
W związku z reformą znoszącą gminy jesienią 1954 roku, Stokowiec włączono do nowo utworzonej gromady Suchedniów. 1 stycznia 1956 gromadę Suchedniów zniesiono w związku z nadaniem jej statusu osiedla, przez co Stokowiec stał się integralną częścią Suchedniowa. 18 lipca 1962 osiedlu Suchedniów nadano status miasta, przez co Stokowiec stał się obszarem miejskim.